# Булазак
Булазак (фр. Boulazac) насеље је и општина у југозападној Француској у региону Аквитанија, у департману Дордоња која припада префектури Периже.
По подацима из 2011. године у општини је живело 6613 становника, а густина насељености је износила 453,57 становника/km². Општина се простире на површини од 14,58 km². Налази се на средњој надморској висини од 95 метара (максималној 222 m, а минималној 83 m).

## Демографија
| 1962. | 1968. | 1975. | 1982. | 1990. | 1999. | 2011. |
| ----- | ----- | ----- | ----- | ----- | ----- | ----- |
| 2.839 | 3.109 | 4.557 | 5.150 | 5.996 | 6.050 | 6.613 |

График промене броја становника у току последњих година